# Пограничний (Приаргунський округ)
Пограни́чний (рос. Пограничный) — селище у складі Приаргунського округу Забайкальського краю, Росія.

## Населення
Населення — 552 особи (2010; 774 у 2002).
Національний склад (станом на 2002 рік):
- росіяни — 99 %